# دعاء الفرج
دعاء الفرج هو دعاء معروف عند الشيعة، يواظبون على قراءته بنية تعجيل فَرج محمد بن الحسن المهدي الإمام الثاني عشر عند الشيعة والذي يعتقد الشيعة بغيبته عن العالم وعن الأنظار حتى يأذن الله له بالظهور ليملأ الأرض عدلا كما ملئت ظلما وجورا وكذلك بنية رفع البلاء والخلاص من الشدائد. رواه إبراهيم بن علي الكفعمي في كتابه مصباح، وجاء في النقل المذكور أن الدعاء من تعليم محمد بن الحسن المهدي لمحمد بن أحمد بن أبي ليث أملأه عليه.

## الفرج لغة
الفَرْجَة الرَّاحة من حُزْن أَو مَرَض. وقال ابن الأَعرابي: فُرْجَة اسم وفَرْجَةٌ مصدر والفَرْجَة التَّفَصِّي من الهَمِّ.

## سند الدعاء
هذا الدعاء رواه محمد بن جعفر المشهدي ، و السيد ابن طاووس ، و محمد بن جرير الطبري ، والشيخ إبراهيم بن علي الكفعمي ، و الشهيد الأول.

## نَصُّ الدعاء
| ” | اِلـهي عَظُمَ الْبَلاءُ، وَبَرِحَ الْخَفاءُ، وَانْكَشَفَ الْغِطاءُ، وَانْقَطَعَ الرَّجاءُ، وَضاقَتِ الأرض، وَمُنِعَتِ السَّماءُ، واَنْتَ الْمُسْتَعانُ، وَاِلَيْكَ الْمُشْتَكى، وَعَلَيْكَ الْمُعَوَّلُ فِي الشِّدَّةِ والرَّخاءِ، اَللّـهُمَّ صَلِّ عَلى مُحَمَّد وَآلِ مُحَمَّد، اُولِي الأمر الَّذينَ فَرَضْتَ عَلَيْنا طاعَتَهُمْ، وَعَرَّفْتَنا بِذلِكَ مَنْزِلَتَهُمْ، فَفَرِّجْ عَنا بِحَقِّهِمْ فَرَجاً عاجِلاً قَريباً كَلَمْحِ الْبَصَرِ اَوْ هُوَ اَقْرَبُ، يا مُحَمَّدُ يا عَلِيُّ يا عَلِيُّ يا مُحَمَّدُ اِكْفِياني فَاِنَّكُما كافِيانِ، وَانْصُراني فَاِنَّكُما ناصِرانِ، يا مَوْلانا يا صاحِبَ الزَّمانِ، الْغَوْثَ الْغَوْثَ الْغَوْثَ، اَدْرِكْني اَدْرِكْني اَدْرِكْني، السّاعَةَ السّاعَةَ السّاعَةَ، الْعَجَلَ الْعَجَلَ الْعَجَل، يا اَرْحَمَ الرّاحِمينَ، بِحَقِّ مُحَمَّد وَآلِهِ الطّاهِرينَ. | “ |

## سبب صدور الدعاء
روى فضل بن حسن الطبرسي في كتاب كنوز النجاح أنّه: دعاء علّمه صاحب الزمان لأبا الحسن محمد بن أحمد بن أبي الليث في بلدة بغداد في مقابر قريش، وكان أبو الحسن قد هرب إلى مقابر قريش (الكاظمية) والتجأ إليها من خوف القتل فنجي منه ببركة هذا الدعاء.

## مضامين الدعاء
| «اِلهي عَظُمَ الْبَلاءُ، وَبَرِحَ الْخَفاءُ، وَانْكَشَفَ الْغِطاءُ، وَانْقَطَعَ الرَّجاءُ، وَضاقَتِ الاَْرْضُ، وَمُنِعَتِ السَّماءُ، واَنْتَ الْمُسْتَعانُ، وَاِلَيْكَ الْمُشْتَكى، وَعَلَيْكَ الْمُعَوَّلُ فِي الشِّدَّةِ والرَّخاءِ، اَللّـهُمَّ صَلِّ عَلى مُحَمَّد وَآلِ مُحَمَّد، اُولِي الاَْمْرِ الَّذينَ فَرَضْتَ عَلَيْنا طاعَتَهُمْ، وَعَرَّفْتَنا بِذلِكَ مَنْزِلَتَهُمْ، فَفَرِّجْ عَنا بِحَقِّهِمْ فَرَجاً عاجِلاً قَريباً كَلَمْحِ الْبَصَرِ اَوْ هُوَ اَقْرَبُ، يَا مُحَمَّدُ يَا عَلِيُّ يَا عَلِيُّ يَا مُحَمَّدُ اِكْفِيَاني فَاِنَّكُما كافِيَانِ، وَانْصُراني فَاِنَّكُما ناصِرانِ، يَا مَوْلانا يَا صاحِبَ الزَّمانِ، الْغَوْثَ الْغَوْثَ الْغَوْثَ، اَدْرِكْني اَدْرِكْني اَدْرِكْني، السّاعَةَ السّاعَةَ السّاعَةَ، الْعَجَلَ الْعَجَلَ الْعَجَل، يَا اَرْحَمَ الرّاحِمينَ، بِحَقِّ مُحَمَّد وَآلِهِ الطّاهِرينَ». |
| —البلد الأمين |

- يشير الدعاء إلى ما تمر به هذه الأمة من الامتحان من جميع الأطراف: «اِلهي عَظُمَ الْبَلاءُ، وَبَرِحَ الْخَفاءُ، وَانْكَشَفَ الْغِطاءُ، وَانْقَطَعَ الرَّجاءُ، وَضاقَتِ الاَْرْضُ، وَمُنِعَتِ السَّماءُ»
- الصلاة على النبي وأهل بيته والإقرار بما لهم من الولاية والطاعة المفترضة: «اَللّـهُمَّ صَلِّ عَلى مُحَمَّد وَآلِ مُحَمَّد، اُولِي الاَْمْرِ الَّذينَ فَرَضْتَ عَلَيْنا طاعَتَهُمْ، وَعَرَّفْتَنا بِذلِكَ مَنْزِلَتَهُمْ»
- في الختام، الدعاء وطلب الفرج والخلاص والتوسل بالنبي وبعلي والاستغاثة بهما: «فَفَرِّجْ عَنا بِحَقِّهِمْ فَرَجاً عاجِلاً قَريباً كَلَمْحِ الْبَصَرِ اَوْ هُوَ اَقْرَبُ، يَا مُحَمَّدُ يَا عَلِيُّ يَا عَلِيُّ يَا مُحَمَّدُ اِكْفِيَاني فَاِنَّكُما كافِيَانِ، وَانْصُراني فَاِنَّكُما ناصِرانِ»
- والتوجه إلى صاحب الزمان والاستغاثة به: «يَا مَوْلانا يَا صاحِبَ الزَّمانِ، الْغَوْثَ الْغَوْثَ الْغَوْثَ، اَدْرِكْني اَدْرِكْني اَدْرِكْني»

## أدعية الفرج الأخرى
- دعاء الفرج المنسوب للإمام زين العابدين [9]، وهو دعاؤه فيما يحذره[10]
- دعاء «اللهم كُن لوليّك الحُجَّة بن الحَسَن صَلواتُكَ عَليه وَعَلى آبائه في هذه السّاعة وفي كُلّ سَاعَة وَليّاً وَحَافِظا وَقائِداً وَ ناصراً ودَليلاً وَ عَيناحَتّى تُسكِنَه أرضَك طَوعاً وَتُمَتِعَه فيها طَوِيلاً»
- وهناك ما يقارب 39 دعاء أوردها العلامة المجلسي تحت عنوان (أدعية الفرج).

## وصلات خارجية
- كتاب دعاء الفرج وشبهات المضلين